# منجي مرزوق
منجي مرزوق  ولد في 2 مارس 1961 في مطماطة، هو مهندس وسياسي تونسي.

## السيرة الذاتية

### الدراسات
منجي مرزوق متخرج من المدرسة المتعددة التكنولوجية بفرنسا، ومتحصل على دكتوراه في الفيزياء، وكانت أطروحته تتمحور حول البحوث الدولية في مجال تكنولوجيا المعلومات والاتصالات.

### المسار المهني
اشتغل مرزوق لمدة 5 سنوات كمدير أبحاث، ثم لمدة 6 سنوات كخبير فاستثمار الاتصالات. بعد مغادرته الحكومة، أصبح مدير حوكمة الأنترنت والتنمية الرقمية لدى شركة أورنج الفرنسية.

### المسار السياسي
بعد الثورة التونسية في 2010-2011، عين منجي مرزوق بين 24 ديسمبر 2011 و29 يناير 2014، وزيرا لتكنولوجيا المعلومات والاتصال في كل من حكومة حمادي الجبالي وحكومة علي العريض.

في 6 يناير 2016، عين مرزوق على رأس وزارة الطاقة والمناجم في حكومة الحبيب الصيد، وذلك حتى 27 أغسطس من نفس السنة.

تعتبر عدة مصادر منجي مرزوق قريبا من حركة النهضة، بينما تعتبره مصادر أخرى مستقلا.